# Beirneola pensilis
Beirneola pensilis är en insektsart som beskrevs av Young 1977. Beirneola pensilis ingår i släktet Beirneola och familjen dvärgstritar. Inga underarter finns listade i Catalogue of Life.